# Roger Rochard
Roger Rochard (Évreux, 20 aprile 1913 – Évreux, 24 febbraio 1993) è stato un mezzofondista francese, medaglia d'oro nei 5000 metri piani agli europei del 1934.

## Biografia
Atleta specializzato nel mezzofondo, in particolare nei 5000 m.
Partecipò a Los Angeles ai Giochi olimpici del 1932 dove, raggiunta la finale, si ritirò a gara in corso.
Vinse i 5000 metri piani agli europei del 1934 superando il polacco Janusz Kusociński e il finlandese Ilmari Salminen, stabilendo anche il proprio primato personale e record dei campionati.
Ai Giochi olimpici del 1936 venne eliminato nelle batterie di qualificazione.
Non riuscì a difendere il titolo agli europei del 1938, classificandosi ottavo in finale.
Roger Rochard migliorò il record nazionale nei 3000 metri piani nel 1933 con il tempo di 8'36"2 e nel 1938 con 8'28"6.
Vinse 4 titoli nazionali nei 5000 m tra il 1931 e il 1935.

## Progressione

### 5000 metri piani
Rochard è stato presente per 7 stagioni nella top 25 mondiale dei 5000 metri piani..
| Stagione | Tempo   | Luogo    | Data       | Rank. Mond. |
| -------- | ------- | -------- | ---------- | ----------- |
| 1942     | 14'41"7 | Parigi   | 4-10-1942  | 15º         |
| 1938     | 14'46"9 | Parigi   | 25-9-1938  | 20º         |
| 1935     | 14'58"0 | Colombes | 4-8-1935   | 18º         |
| 1934     | 14'36"8 | Torino   | 9-9-1934   | 1º          |
| 1933     | 14'46"5 | Helsinki | 27-8-1933  | 7º          |
| 1932     | 14'56"8 | Parigi   | 26-6-1932  | 12º         |
| 1931     | 15'01"6 | Parigi   | 25-10-1931 | 15º         |

## Palmarès
| Anno | Manifestazione  | Sede        | Evento       | Risultato | Prestazione | Note                  |
| ---- | --------------- | ----------- | ------------ | --------- | ----------- | --------------------- |
| 1932 | Giochi olimpici | Los Angeles | 5000 m piani | Finale    | dnf         |                       |
| 1934 | Europei         | Torino      | 5000 m piani | Oro       | 14'36"8     | Record dei campionati |
| 1938 | Europei         | Parigi      | 5000 m piani | 8º        | 14'55"6     |                       |

## Campionati nazionali
- 4 volte campione nazionale nei 5000 m piani (1931, 1932, 1934, 1935)